# Lucas 16

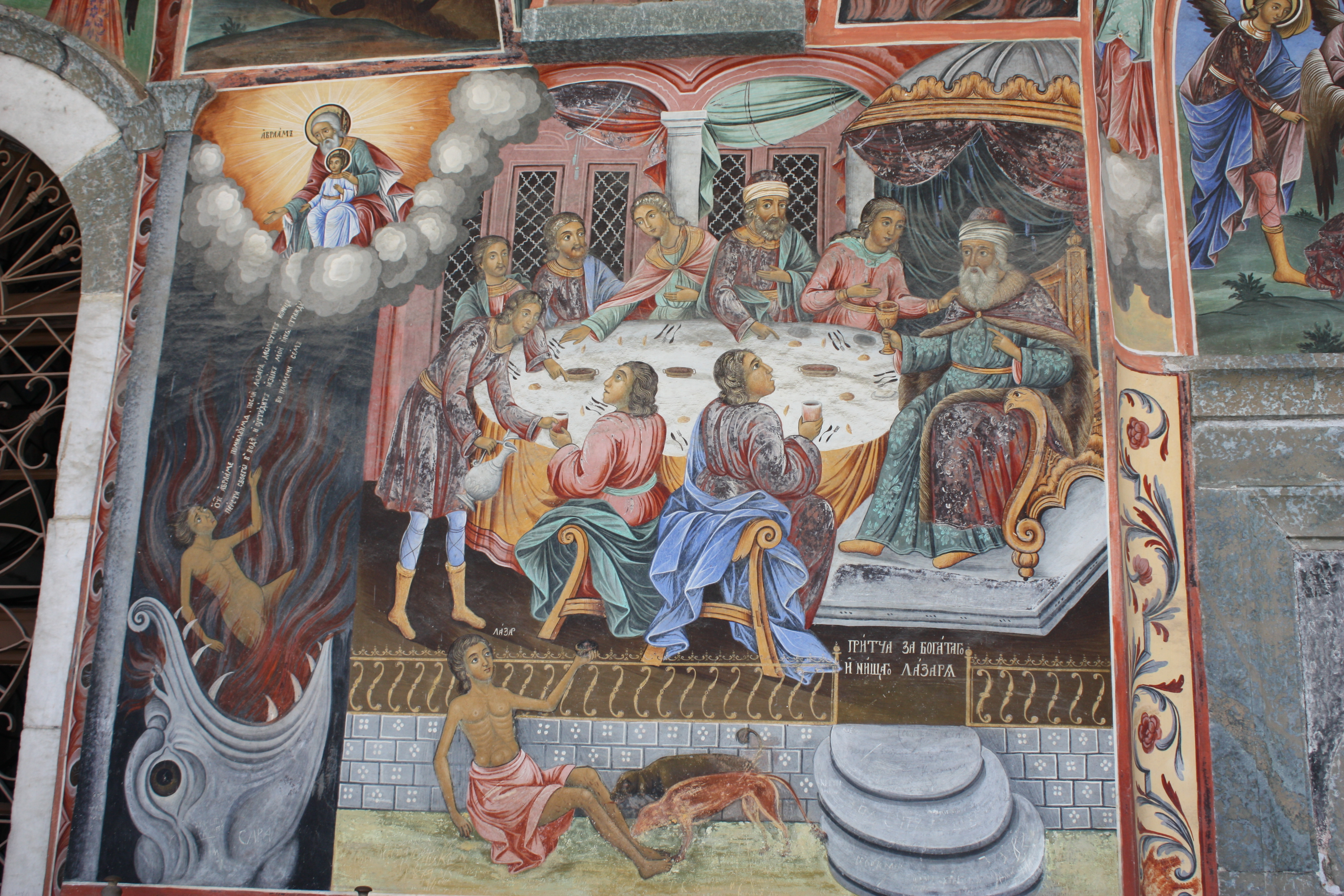
Parábola do Rico e Lázaro. O banquete está à direita e, na esquerda, está o destino dos protagonistas: Lázaro segue para o céu enquanto o homem rico (ou "Dives") segue para o inferno.
Afresco no Mosteiro de Rila, na Bulgária.

Lucas 16 é o décimo-sexto capítulo do Evangelho de Lucas no Novo Testamento da Bíblia. Ele recorda vários ensinamentos e parábolas de Jesus, incluindo a famosa "Parábola do Rico e Lázaro".

## Parábola do Mordomo Infiel

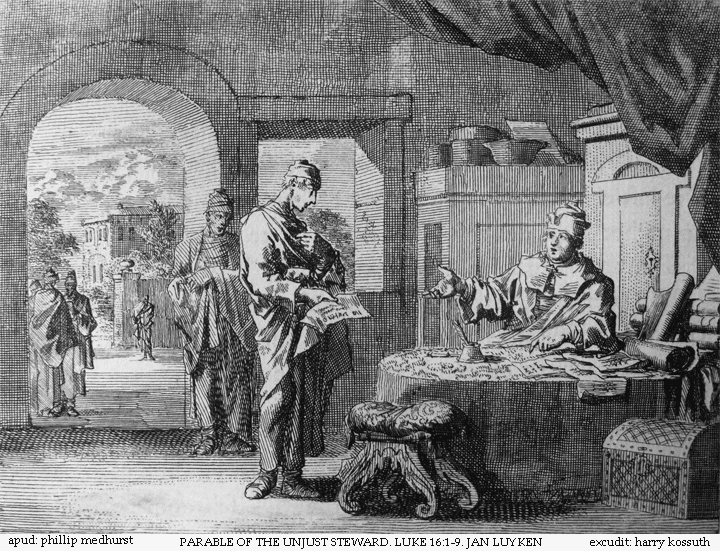
Parábola do Mordomo Infiel, uma das duas parábolas em Lucas 16.
Gravura de Jan Luyken na Bíblia Bowyer.

Esta parábola aparece apenas em Lucas (Lucas 16:1–13) entre todos os evangelhos canônicos. Ela conta a história de um mordomo (ou zelador) que está prestes a ser despedido, mas consegue cair nas graças dos devedores de seu mestre perdoando-lhes as dívidas. A parábola tem causado desentendimento, uma vez que Jesus parece estar elogiando o comportamento desonesto (vide artigo específico). É neste trecho que Jesus profere uma de suas frases famosas:
| “ | «Nenhum servo pode servir a dois senhores; porque ou há de aborrecer a um e amar ao outro, ou há de unir-se a um e desprezar ao outro. Não podeis servir a Deus e as riquezas.» (Lucas 16:13) | ” |

## Torá, os profetas e o Reino de Deus
Em Lucas 16:14–18, Jesus, repudiando o desprezo dos fariseus que o ouviam, fala sobre a Lei, os profetas e anuncia a chegada do reino de Deus. Depois, adverte sobre o adultério: «Todo aquele que repudia sua mulher e casa com outra, comete adultério; e quem casa com a mulher repudiada, comete adultério.» (Lucas 16:18)

## Parábola do Rico e Lázaro
A "Parábola do Rico e Lázaro" é uma das mais conhecidas parábolas de Jesus e aparece somente em Lucas (Lucas 16:19–31). Ela conta sobre a relação, na vida e na morte, de um rico não nomeado e um pobre mendigo chamado Lázaro. Algumas tradições chamam o rico de "Dives", um engano, pois esta palavra é um termo latino para designar "homem rico" na Vulgata. Ele já foi chamado também de Neuēs (Nínive) e Fineas nos séculos III e IV.
Juntamente com a "Parábola das Dez Virgens", a "Parábola do Filho Pródigo" e a "Parábola do Bom Samaritano", é uma das mais presentes na arte medieval, provavelmente por causa de seu vívido relato sobre a vida após a morte.
O nome "Lázaro" (do hebreu: אלעזר, Elʿāzār, que significa "Deus é meu socorro") é também o nome de um outro famoso personagem do Novo Testamento, Lázaro de Betânia, que foi milagrosamente ressuscitado por Jesus em João 11 (João 11:1–46).

## Texto
O texto original deste evangelho foi escrito em grego koiné e alguns dos manuscritos antigos que contém este capítulo, dividido em 31 versículos, são:
- Papiro 75 (c. 175-225)
- Codex Vaticanus (325-350)
- Codex Sinaiticus (330-360)
- Codex Bezae (c. 400)
- Codex Washingtonianus (c. 400)
- Codex Alexandrinus (c. 400-440)
- Codex Ephraemi Rescriptus (c. 450)